# Frotaire (évêque)
Pour les articles homonymes, voir Frotaire.
Frotaire ou Frothaire est un prélat du Haut Moyen Âge, qui est successivement évêque connu d'Albi, de 972 à 987, sous le nom de Frotier II, puis vingt-troisième évêque connu de Nîmes de 987 à 1016, sous le nom de Frotaire Ier.
Il ne doit pas être confondu avec son neveu, Frotaire II, évêque de Nîmes (1027-1077).

## Biographie
Frotaire ou Frothaire (ou encore Frotier) est le fils de Bernard Aton I, vicomte d'Albi et de Nîmes († 972/993) et de Gaucia. Il a un frère, Bernard Aton II († 1032) qui succède à leur père à la tête des vicomtés.
Il devient évêque d'Albi vers 972, sous le nom de Frotier II.
En 987, il est évêque de Nîmes, sous le nom de Frotaire Ier.